# Желтогубый ботропс
Желтогубый ботропс (лат. Bothriechis lateralis) — вид ядовитых ямкоголовых змей, обитающий в Центральной Америке.
Общая длина варьирует от 70 см до 1 м. Туловище змеи стройное с килеватой чешуёй и красивым цветным рисунком. Хвост цепкий. Голова и туловище голубовато-зелёные с небольшим количеством белых пятнышек или поперечных полос вдоль спины. Брюхо жёлто-белого или бежевого цвета. Молодые особи коричневые с чёрно—белым рисунком, впоследствии они становятся зелёными, только после этого получают окраску взрослых змей.
Живёт в Коста-Рике, Панаме, Никарагуа.
Любит низины, горные тропические леса, кофейные плантации. Встречается на высоте до 2300 м над уровнем моря. Днём скрывается в кроне деревьев, на охоту выходит ночью. Питается ящерицами, лягушками, иногда мелкими млекопитающими и птицами.
Это яйцеживородящая змея. Самка рождает до 20 детёнышей.
Яд оказывает нейротоксическое действие. Укус этой змеи очень опасен для жизни человека.